# Alfonso Navarrete
Pour les articles homonymes, voir Saint Alphonse.
Alfonso Navarrete ou Alphonse Navarrete (né à Logroño en 1571 et mort à Takayama en 1617) est un saint de l'Église catholique. Prêtre de l'Ordre dominicain, il fait partie des 205 missionnaires martyrs morts au Japon après 1614 lors d'une des grandes vagues de persécution que connut ce pays.

## Biographie
Il entre au couvent dominicain de Valladolid et est envoyé en 1598 aux Philippines où il accomplit son ministère avec un grand zèle. Malade et épuisé, il est rapatrié par ses supérieurs en Espagne mais obtient de repartir au Japon pour continuer son œuvre missionnaire en 1611.
Il fonde au Japon trois fraternités pour les soins des malades, notamment pour les enfants abandonnés par leurs parents. Il se rend à Omura pour y soutenir les catholiques persécutés en compagnie du père augustin Ferdinand Ayala, originaire de Ballesteros en Espagne. Il est rapidement arrêté par les autorités et exécuté en 1617.